# جون مونرو (سياسي)
جون مونرو (بالإنجليزية: John Munro)‏ هو سياسي نيوزلندي، ولد في 1839، وتوفي في 23 نوفمبر 1910. انتخب عضو مجلس النواب النيوزيلندي.